# The Trials of Shazam!
The Trials of Shazam! — ограниченная серия комиксов, состоящая из 12 выпусков, которую в 2006—2008 годах издавала компания DC Comics.

## Синопсис
После событий Infinite Crisis, когда волшебник Шазам и Скала Вечности были уничтожены, Фредди Фриман / Капитан Марвел-младший и Мэри Марвел потеряли свои силы. Капитан Марвел меняет своё имя на «Марвел», берёт на себя роль Шазама в качестве хранителя останков Скалы Вечности и даёт Фриману задание доказать, что он достоин заменить его.

### Выпуски
| №  | Дата выхода      | Оценка на Comic Book Roundup   | Предполагаемый объём продаж (первый месяц) |
| -- | ---------------- | ------------------------------ | ------------------------------------------ |
| 1  | 30 апреля 2006   | 6,5 из 10 на основе 4 рецензий | 50 525, позиция в Северной Америке — 48    |
| 2  | 27 сентября 2006 | 7,5 из 10 на основе 2 рецензий | 41 152, позиция в Северной Америке — 48    |
| 3  | 25 октября 2006  | 7,8 из 10 на основе 2 рецензий | 38 378, позиция в Северной Америке — 46    |
| 4  | 13 декабря 2006  | 6,8 из 10 на основе 2 рецензий | 38 026, позиция в Северной Америке — 53    |
| 5  | 14 февраля 2007  | 6 из 10 на основе 1 рецензии   | 34 608, позиция в Северной Америке — 55    |
| 6  | 11 апреля 2007   | 5,5 из 10 на основе 2 рецензий | 32 842, позиция в Северной Америке — 68    |
| 7  | 13 июня 2007     | 5,5 из 10 на основе 1 рецензии | 31 036, позиция в Северной Америке — 68    |
| 8  | 12 сентября 2007 | н/д                            | 29 232, позиция в Северной Америке — 84    |
| 9  | 31 октября 2007  | н/д                            | 27 461, позиция в Северной Америке — 90    |
| 10 | 28 ноября 2007   | н/д                            | 25 553, позиция в Северной Америке — 91    |
| 11 | 30 января 2008   | 8 из 10 на основе 1 рецензии   | 24 586, позиция в Северной Америке — 91    |
| 12 | 2 апреля 2008    | 6,5 из 10 на основе 2 рецензий | 25 384, позиция в Северной Америке — 90    |

### Сборники
| Название                                  | Тип            | Дата выхода  | Собранный материал         | Кол-во страниц | ISBN                      | Предполагаемый объём продаж (первый месяц) |
| ----------------------------------------- | -------------- | ------------ | -------------------------- | -------------- | ------------------------- | ------------------------------------------ |
| The Trials of Shazam Vol. 1               | Мягкая обложка | 27 июня 2007 | The Trials of Shazam #1-6  | 160            | 9781401213312             | 3 266, позиция в Северной Америке — 22     |
| The Trials of Shazam Vol. 2               | Мягкая обложка | 16 июля 2008 | The Trials of Shazam #6-12 | 144            | 9781401218294, 1401218296 | 2 423, позиция в Северной Америке — 47     |
| The Trials of Shazam: The Complete Series | Мягкая обложка | 10 июля 2019 | The Trials of Shazam #1-12 | 312            | 9781401292294, 1401292291 | 1 427, позиция в Северной Америке — 46     |

## Отзывы
На сайте Comic Book Roundup серия имеет оценку 6,7 из 10 на основе 17 отзывов. Рецензент Сквайрс из Comics Bulletin дал первому выпуску 3,5 балла из 5 и написал, что в целом он был хорошо сделан. Его коллега Кэрин Тейт был более критичен к дебюту и поставил ему оценку 2 из 5. Тимоти Каллахан из Comic Book Resources, обозревая последний выпуск, в основном был разочарован.